# Желябов Андрій Іванович
Андрі́й Іва́нович Желя́бов (нар. 17(29) серпня 1851 — пом. 3(15) квітня 1881) — революціонер-народник, один з керівників партії «Народна Воля».

## Життєпис
Народився в селі Миколаївка (маєток Султанівка) Феодосійського повіту Таврійської губернії (нині Феодосійського району Автономної Республіки Крим). Про своє походження розповідав таке:
|  | " Ми з поміщицьких дворових, обидва діда по батькові і по матері вивезені були своїм паном, поміщиком Штейном (що отримав місце по адміністрації), до Криму в перші роки цього століття з Костромської губернії. По дорозі по Херсонській або Полтавській губернії, поміщик, який їхав по-старому з двірнею і обозом, зупинився для відпочинку і веселощів у родича - поміщика, тут, дід по матері, Гаврило Тимофійович Фролов, одружився з вільною козачкою Акуліною Тимофіївною, в Криму Штейн роздав селян у посаг дочкам, інших продав. Сімейство Желябових і Фролових пішло у різні руки. Перше - за дочкою Штейна перейшло до Нелідова, від якого звільнено 1861 року. Друге дісталося купівлею греку, малоазіатському вихідцю Лампсі, який розбагатів продажем табунів коней, за гроші, що вийшов у дворяни з правом мати кріпаків. Від цього Лампсі сімейство Фролових за дочкою його перейшло до Лоренцова, батько якого - теж грецький виходець - був простим муляром, виготовляв надгробні пам'ятники, розбагатів таємниче, сина навчив, визначив на службу і купив дворянство. Від Лоренцових сімейство Фролових звільнено 1861 р. Усі члени сімейства Желябових і Фролових займали різні дворові служби: так, батько мій був відданий у навчання садівнику - німцю, дядько (Желябов) - кухар, тітка (Желябова) - фрейліна, дядько (Фролов) - лакей, тітка (Фролова) - покоївка. Маєток Нелідова Султанівка (перша поштова станція від Феодосії, у Феодосійському повіті, за 23 км від Керчі). Маєток Лампсі називається Ашбель (Феодосійський повіт). Маєток Лоренцових за 16 км від Феодосії називалося Кашкі-Чокрак. Поміщик Нелідов, перебуваючи на військовій службі, проживав у Сімферополі. Йому по справах економії доводилося часто їздити із Султанівки до Сімферополя, обов'язково через Ашбель (третя станція тією ж дорогою з Феодосії). Тут сподобалася йому моя мати, дочка Фролова. Після багаторазових пригод мій батько, який платив поміщику Нелідову на той час великий оброк за перебування в служінні у південнобережного садівника-німця, упросив Нелідова купити Варвару Гаврилівну, мою матір, купівля відбулася. Часто батько, понукаючи матір, каже й тепер: "Повертайся, адже коштуєш 500 рублів і п'ятак мідний" (точна ціна)... Після одруження батька сімейство Фролових за дочкою Лампою переїхало до Кашки-Чокраку. Усі члени сімейства отримали обов'язок при дворі; діду за вислугою надано свободу від обов'язкової роботи, - він жив із бабкою Акуліною Тимофіївною на пташиному дворі, що стояв особнякам. (Відомство баби). Тут я провів своє дитинство (від 4 до 8 років). Дід, високий, сивий старий, завжди ходив у довгополому сюртуку рудого верблюжого сукна. Як тепер пам'ятаю вічно задумливий погляд, обличчя, яке не знало посмішки, відкритий лоб, сиві кучері, що падають на комір, рум'янець на всю щоку (60-70 років від народження) і величезну сиву бороду. Наскільки розумію, він, мабуть, заражений був розкольницьким духом: вічно порався зі старими книгами у важких палітурках, двічі Біблію прочитав, як і тепер про нього говорять у сім'ї, бажаючи висловити пошану. Це мій учитель і вихователь. У нього я навчився грамоті церковної, від нього перейняв багато поглядів, що поставили мене в опозицію з сімейством батьків, після повернення до них. називає". Образ дідуся для мене миліший за всіх, тому я й зупинився на ньому. Рівно 25 років тому дідусь, осінивши мене хресним прапором, посадив за книжку кажучи: "Час вчитися! Прочитай молитву і нехай господь допоможе тобі, будеш вчитися - будеш людиною". Вчив мене дід по-старому:"- аз, буки, веди - та ще з титлами", але в навчання він вкладав всю душу, і я до 7-8 років знав Псалтир напам'ять. Велика була радість дідуся, коли, вирушаючи зі мною гуляти в гори або в ліс рубати дрова, він говорив: «Ну, Фроленок, псалом такий-то!» І Фроленок барабанив без помилок. (вірно чи ні), хотіли вигадати зло "наостанок: завели шпигунство, пороли за всяку провину. Пам'ятаю, як бабуся, яка завжди плакала: "І навіщо це пішла я в неволю!" - навшпиньки завжди підкрадалася до віконця ввечері, прислухаючись, чи немає там Півтора-Дмитра, прикажчика і шпигуна, прозваного за величезний зріст "півтора". Згодом, до визволення, йому, мій дядько Желябов, який проживав на оброці поблизу Кашки-Чокрака і відчував себе напіввільною людиною, за чесноту проломив голову. Що поміщики користувалися владою до останніх днів, – ось сімейні спогади дитинства мого. З дідуся житла я чув крики дядька Василя (лакея), коли пороли його на стайні... Про дитинство своє я нікому не розповідав, навіть друзям. Я пам'ятаю, як пізньою сечею, моя тітка Люба (швія) прибігла в наш будинок і, ридаючи, повалилася дідусеві в ноги. Я бачив розпущені коси, розірвану сукню, чув слова її: "Тятенько! миленький тятенько, врятуйте!". Мене одразу відвели і замкнули в бічній кімнаті. чуючи ридання улюбленої тітки, я плакав і бився у двері, кричачи: "За що мою тітку ображають?". Незабаром почулися чоловічі голоси. Півтора-Дмитро з людьми прийшов узяти Любу до світлиці. Голоси пішли, що сталося там, я не знаю. Про мене забули. Втомлений, я заснув. Наступного ранку бабуся крадькома обтирала сльози; дідуся не виявилося вдома, за словами бабусі, він пішов у місто, мені гостинців купити. Даремно того дня ми сиділи з бабусею на горі над поштовою дорогою. Зазвичай, побачивши високу фігуру дідуся та зграю на ціпку, я біг йому назустріч версти за дві від гори. Дідусь брав мене на руки і, підійшовши до бабусі, залишав мене і робив привал. Цього разу його не було дві доби; повернувся він якийсь особливий. Згодом із розмов старших я дізнався, що поміщик зґвалтував тітку, що дідусь ходив шукати суду і повернувся ні з чим, бо поміщик того ж ранку був у місті. Я був малою дитиною і вирішив, як виросту, вбити Лоренцова. Обітцю я пам'ятав і був під гнітом його до 12 років. Намір мій похитнувся словами матері: "Всі вони, собаки, - мучителі". Батько був готовий йти на компроміси, але мати ніколи... Вона й тепер дихає до них такою ж ненавистю. Повідомлю ще кілька голих фактів. Один мій дядько (брат батька) від катувань біг за Дунай до некрасівців; про це я тільки чув, але тисячі разів. Інший дядько (по батькові) від тих самих радостей перебував у бігах кілька років, був усиновлений селянином, ходив від нього торгівцем, і був випадково викритий, і в кайданах повернутий поміщику. Цей дядько Павло був кухарем до визволення і прожив з нами кілька років, розповідав усе особисто. Батько не раз тремтів, вислуховуючи: "...в Сибір мерзотника!". Вся родина якось дивно принишкла і кидалася. Справедливість вимагає визнати, що Нелідов був м'який з людьми, під тиском своєї дружини, нашої власниці. Восьми років я переїхав від діда до Султанівки до рідних. Тут одного з приїздів побачив мене Нелідов. Дізнавшись, що я навчений грамоті, він дав мені книжку: вона була цивільна. Але коли мені дали різні церковні, поміщик погладив мене по голові і звелів прийти до нього до кабінету; тут він особисто пояснив мені громадянську абетку і відкрив для мене цілий новий світ, прочитавши "Золоту рибку" Пушкіна. Нелідов жив у той час у Керчі, туди ж узяв мене і визначив у парафіяльне училище, звідки я перейшов до повітового. 1861р. застав метя при переході з першого класу до другого повітового училища..." Ці короткі відомості Андрій Іванович надав у відповідь на заклик Виконавчого комітету. Виконавчий комітет у 1880 р. запропонував видатним працівникам розповісти про своє життя на початок революційної діяльності. Інших матеріалів, окрім цього незакінченого уривка, про дитинство Желябова немає. Андрій Іванович ріс напередодні скасування кріпосного права, коли неспроможність його виявилася цілком очевидною. Желябов був кріпаком дворовим. Дворові зазвичай бачили і знали багато, що селянам, які жили на селі, не так "мозолило очі". Поряд із зовнішнім угідництвом дворові, природно, відрізнялися і вищим розумовим рівнем. Недарма батько Желябова вислужився до управителя. Тим часом, залежність дворових від панських забаганок і витівок була найбільша. Зрозуміло, дорослі, що оточували Желябова, не скупилися на розповіді про поміщицькі самодурства, про безгосподарність їх і дикість. Кріпаковий побут руйнувався зверху до низу, критика його була нещадна. Багато чув маленький Андрійко, багато він бачив і сам. Доходили вести про селянські бунти, про жорстокі розправи над мужиками, які, у свою чергу, анітрохи не щадили панів. Чув він і про ганебні військові справи. Війна велася десь зовсім поблизу і гомін її із Севастополя долинав до Феодосійського повіту. Проходили військові частини, тинялисі солдати, очевидці-перехожі, - і від них можна було дізнатися як "наших" б'ють англійці, французи і навіть турки, як топили ми флот свій, які навколо розкрадання і казнокрадства і як браві командири вміють показувати владу свою над мужиком-солдатом, але не вміють воювати. Слухав хлопчик Андрійко розповіді про добрі й вільні козацькі часи, про славну і бунтівну, гуляючу Запорізьку Січ, про гайдамаччину, про безтурботне життя в степах, де ковила-трава, та давні кургани з закритими скарбами, а над ними ширяючі в блакиті орли, а поруч отари овець, а дорогами українці на волах і пахне димом багаття, дьогтем, степовими травами... Козацька добра слава!... |

1869 року закінчив навчання в гімназії в місті Керч і вступив на юридичний факультет Новоросійського університету в Одесі. 1871 року за участь у студентських виступах був відрахований з навчального закладу і висланий з Одеси.
1873 року жив у містечку Городище Київської губернії (тепер місто Черкаської області), брав активну участь в роботі київської Громади, був учасником «ходіння в народ» у Херсонській і Катеринославській губерніях. За участь в українському народницькому русі неодноразово заарештовувався.
В 1877—1878 роках Желябов був підсудним під час процесу над народниками (процес 193-х) у Петербурзі, але через брак доказів — звільнений. В цей період своєї діяльності зблизився з визначними діячами українського національного руху — Михайлом Драгомановим, Володимиром Антоновичем та ін.
Від весни 1878 року до літа 1879 року Желябов перебував у Подільській губернії, де вів агітацію серед селян.
З 1879 року — член народницької організації «Земля і Воля». Після розколу «Землі і Волі» став одним з керівників партії «Народна Воля». Створив ряд найважливіших програмних документів організації. Під керівництвом Желябова засновано першу в Російській імперії газету для робітників — «Рабочая газета».

### Страта
Один з організаторів замаху на імператора Олександра II 1(13) березня 1881 року. Заарештований напередодні 27 лютого (11 березня), Желябов добився прилучення своєї справи до судового процесу про вбивство царя. Страчений 3(15) квітня 1881 року.